# Dados ordinais
Os dados ordinais são um tipo de dado categórico em que as variáveis têm categorias naturais e ordenadas e as distâncias entre as categorias não são conhecidas. Esses dados existem em uma escala ordinal, um dos quatro níveis de medição descritos por S. S. Stevens em 1946. A escala ordinal se distingue da escala nominal por ter um ranking.  Também difere da escala de intervalo e escala de razão por não ter larguras de categoria que representam incrementos iguais do atributo subjacente. 

## Exemplos de dados ordinais
Um exemplo bem conhecido de dados ordinais é a escala Likert. Um exemplo de uma escala Likert é: 
| Gosto | Gosto um pouco | Neutro | Não gosto um pouco | Não gosto |
| ----- | -------------- | ------ | ------------------ | --------- |
| 1     | 2              | 3      | 4                  | 5         |

Exemplos de dados ordinais são frequentemente encontrados em questionários: por exemplo, a pergunta da pesquisa "Sua saúde geral é ruim, razoável, boa ou excelente?" podem ter essas respostas codificadas respectivamente como 1, 2, 3 e 4. Às vezes, os dados em uma escala de intervalo ou escala de razão são agrupados em uma escala ordinal: por exemplo, indivíduos cuja renda é conhecida podem ser agrupados nas categorias de renda $0 a $19.999, $20.000 a $39.999, $40.000 a $59.999, ..., que então podem ser codificados como 1, 2, 3, 4, . . . . Outros exemplos de dados ordinais incluem status socioeconômico, patentes militares e notas de letras para cursos. 